# Oscilloscope Laboratories
Oscilloscope Laboratories is een onafhankelijk Amerikaans filmbedrijf, distributeur, opnamestudio en productiefaciliteit. Het bedrijf werd opgericht door Adam Yauch en voormalig TH!NKFilm-directeur David Fenkel. Fenkel verliet het bedrijf in mei 2012 om medeoprichter te worden van A24.
Dan Berger en David Laub namen in 2012 het roer over bij Oscilloscope na het overlijden van Yauch en het vertrek van Fenkel.